# La guerra de los mundos (película de 2005)
La guerra de los mundos —título original: War of the Worlds— es una película de acción y ciencia ficción estadounidense de 2005. La idea de volver a adaptar la novela homónima, escrita por H. G. Wells y publicada en 1898, provino de Steven Spielberg y Tom Cruise, mientras filmaban otro proyecto. Con el primero como director y el segundo en el papel principal, Josh Friedman y David Koepp elaboraron un guion que gira en torno a un trabajador portuario quien, junto con sus hijos —Dakota Fanning y Justin Chatwin—, intenta sobrevivir a una invasión alienígena de alcance catastrófico. La historia corre desde el punto de vista del personaje de Cruise, deja de lado clichés propios de las películas de su mismo género para dar paso a escenas realistas y, aprovechando que el protagonista es padre, involucra temas como la protección de los hijos por sobre todas las cosas.
Con producción de Paramount Pictures, DreamWorks Pictures, Amblin Entertainment y Cruise/Wagner Productions, el equipo creativo rodó la película en solo setenta y dos días, ya que Spielberg y Cruise debían regresar cuanto antes a otros proyectos que habían pospuesto para hacer este. El director consiguió ahorrar algo de tiempo, dado que en la preproducción había utilizado una herramienta digital que le permitía planificar y visualizar las tomas que filmaría. Las locaciones fueron California, Connecticut, Nueva Jersey, Nueva York y Virginia. Los efectos visuales corrieron a cargo de Industrial Light & Magic, cuyos artistas crearon, entre otras cuestiones, el diseño de las máquinas de guerra con las que los extraterrestres azotan al planeta. La música, compuesto en su mayoría de sonidos disonantes, estuvo a cargo de John Williams.
El estreno de la película tuvo lugar primero en el Ziegfeld Theatre de Nueva York, el 23 de junio de 2005, y seis días después ocurrió en el resto del mundo. Con un presupuesto de 130 000 000 USD, recaudó 603 873 504 de esa moneda en la taquilla, a lo que las ventas de la película en formato DVD sumaron 113 000 000 USD. Con respecto a la recepción de la prensa, las críticas generalmente fueron positivas, especialmente aquellas que involucraban los efectos visuales y las secuencias de terror, pero el final obtuvo reseñas desfavorables. La película recibió tres nominaciones al premio Óscar: a mejores efectos visuales, mejor sonido y mejor edición de sonido.

## Argumento
Así como la novela, la película abre con un narrador que reflexiona sobre la inminente llegada de extraterrestres hostiles al planeta Tierra:

En los primeros años del siglo XXI, nadie habría imaginado que inteligencias superiores estaban vigilando nuestro mundo; que mientras las personas se enfocaban en sus propios problemas, ellos observaban y estudiaban, así como un hombre examina con un microscopio a las criaturas que pululan y se multiplican en una gota de agua. Con infinita complacencia, el hombre recorrió el globo terráqueo, confiado en su dominio de este mundo. Sin embargo, al otro lado del abismo espacial, intelectos vastos, fríos e insensibles observaban nuestro planeta con envidia, y lenta pero seguramente, trazaron planes en contra nuestra.

La historia gira en torno a Ray Ferrier, que trabaja de estibador, vive en Bayonne y es padre ausente. Una mañana, en un hecho inusual, su exesposa, Mary Ann, le deja a los dos hijos que tienen, Robbie y Rachel, para que los cuide durante el fin de semana. En tanto, ella irá a casa de sus padres en Boston junto con Tim, su nuevo esposo y padre de su futuro bebé. Los niños no sienten especial afecto por Ray —el adolescente es hosco y la pequeña, distante— y detestan quedarse con él. Por la tarde, durante una presunta tormenta eléctrica, un extrañado Ray observa que los múltiples rayos caen en el mismo sitio. Como consecuencia, todo aparato electromagnético deja de funcionar, entre ellos los vehículos. Momentos después, en una intersección vial cercana, el protagonista es testigo de un suceso extraordinario: una máquina de tres extremidades y de enorme tamaño, que aparentemente llevaba eones enterrada, emerge de la tierra y comienza a incinerar todo a su paso.

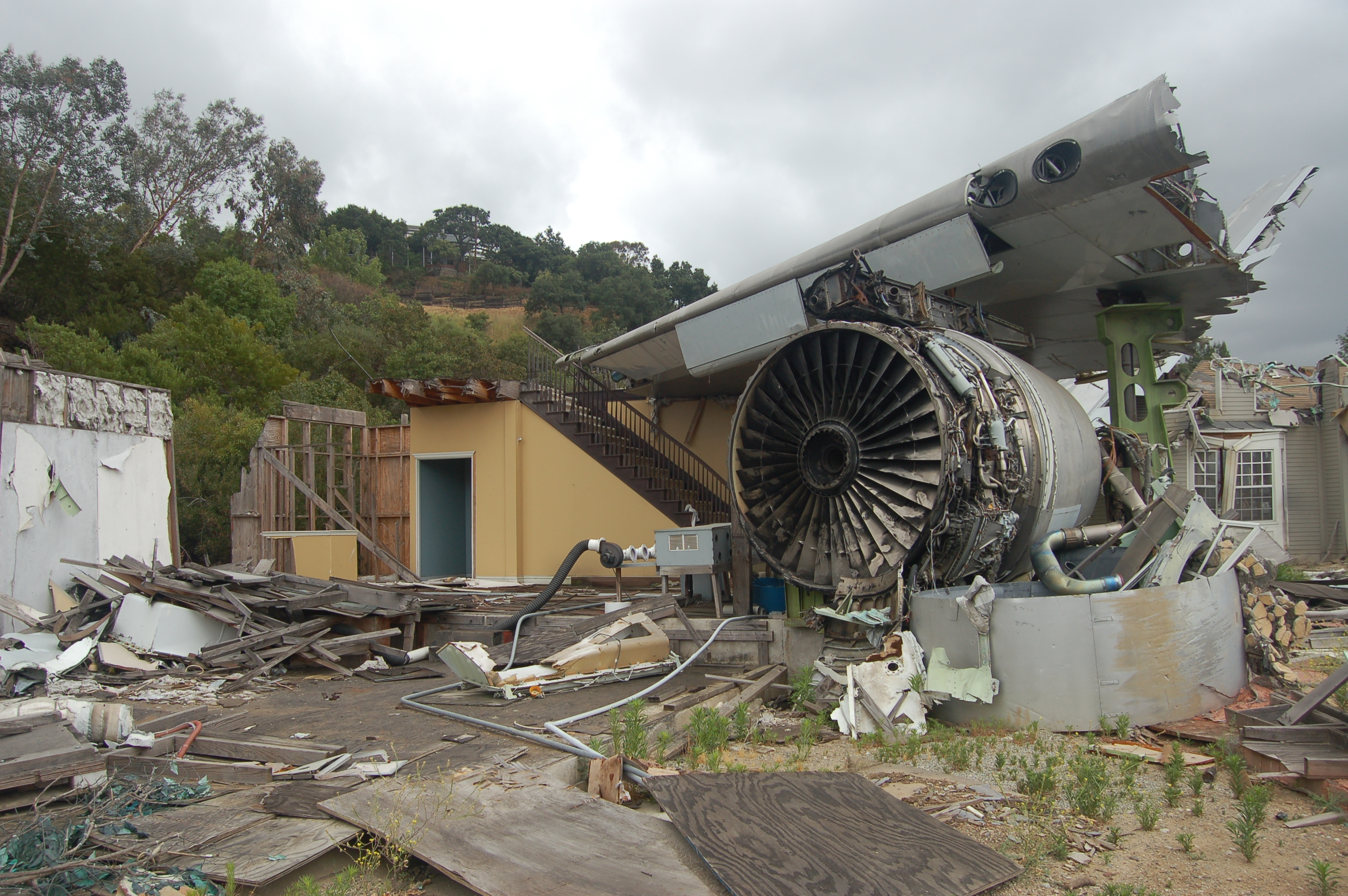
Restos del Boeing 747 usado para una escena de la película. El decorado forma parte del tour de Universal Studios Hollywood.

Ray consigue regresar a salvo y concluye que debe llevar a sus hijos con la madre. Para eso, roba quizás el único automóvil funcional en la costa este, uno que su amigo mecánico ha reparado cambiándole el solenoide y, en medio de otro ataque, los tres huyen por autopista. Dado que la casa está vacía, Ray supone que Mary Ann y Tim fueron directamente a Boston, así que decide pasar la noche allí, para luego dirigirse a esa ciudad. Mientras padre e hijos duermen, un Boeing 747 se estrella en el vecindario. Cuando un equipo de televisión errante llega en busca de provisiones dentro del avión, una corresponsal brinda a Ray las primeras informaciones: hay una vasta cantidad de «trípodes» azotando el planeta y, según las imágenes que le muestra, los pilotan extraterrestres que llegaron a través de los rayos previamente mencionados. Como los aparatos se protegen con campos de fuerza invulnerables para las fuerzas de la humanidad, las bajas son cuantiosas y la situación es un auténtico cataclismo.
En el camino, una turba les roba el automóvil y los protagonistas no tienen más opción que subirse a un transbordador que cruza el río Hudson. Sin embargo, cuando un trípode emerge del agua y vuelca la embarcación, varias máquinas desenvuelven sondas y van atrapando supervivientes. Con gran dificultad, Ray y compañía nadan hasta la orilla y continúan el viaje a pie. Entonces, llegan a un punto donde el ejército está atacando ineficazmente a los trípodes. Para consternación de su padre, Robbie se une a los soldados y, presumiblemente, muere junto con ellos.
En medio de la confusión, padre e hija conocen al perturbado Harlan Ogilvy y se guarecen con él en una casa cercana. El trío se queda en un sótano que, más tarde, los alienígenas exploran, sin percatarse de la presencia de personas. Seguidamente, Harlan sufre una crisis nerviosa luego de verlos usando sangre y tejido humano para cultivar el planeta con una vegetación roja y, temiendo que esto alerte a los invasores, Ray lo mata. Poco después, un trípode sorprende a los Ferrier durmiendo y captura a Rachel. Tras valerse de unas granadas, Ray se deja secuestrar y lo destruye desde dentro. Finalmente, el dúo llega a Boston, donde descubren que los enemigos están colapsando y sus campos de fuerza, dejando de funcionar. Mientras el ejército destruye a los susodichos con misiles FGM-148 Javelin, Ray y Rachel llegan a casa de Mary Ann, donde se encuentran con esta y con Robbie, que han sobrevivido.
Para finalizar, el narrador explica las razones del deterioro de los extraterrestres: 

Los invasores estaban condenados desde el momento en que llegaron, respiraron nuestro aire, comieron y bebieron. Después de que todas las armas y dispositivos del hombre fallaran, los destruyeron las criaturas más poderosas que Dios, en su sabiduría, puso sobre esta tierra. A costa de mil millones de muertes, el hombre se ganó la inmunidad, su derecho a sobrevivir entre los infinitos organismos de este planeta. Y ese derecho es nuestro por encima de todas las cosas, porque ningún hombre vive ni muere en vano.

### Estilo y temáticas
Al comienzo, la relación entre Ray y los niños domina las escenas, con el adolescente confrontándolo y la muchacha no acabando de confiar en él. Este planteamiento, común en los trabajos del cineasta, continúa y recrudece durante el «viaje emocional» que emprenden, donde Ray se «enfrentará cara a cara con la prueba definitiva de todo padre: proteger a sus seres queridos». En ese sentido, el protagonista se verá obligado a cometer actor moralmente reprochables, como la desidia a la hora de dejar ir a Robbie o el asesinato de un hombre que estaba poniendo en peligro a Rachel. De acuerdo con el escritor Douglas Brode, los espectadores estadounidenses fácilmente pueden identificarse con el sentimiento de anteponerse a la adversidad de los Ferrier. Como resumió Spielberg, la historia de un hombre que busca la supervivencia propia y la de sus hijos, un comportamiento básico de la naturaleza humana, contrasta con los sucesos extraordinarios que atravesarán en el camino. Eso es la antítesis de lo que Spielberg había planteado en Close Encounters of the Third Kind (1977), cuyo protagonista se obsesiona de tal forma con los extraterrestres que termina abandonando a su familia. Por aquel entonces, el director aún no tenía hijos y, según dijo, después de la paternidad nunca habría escrito nada similar.

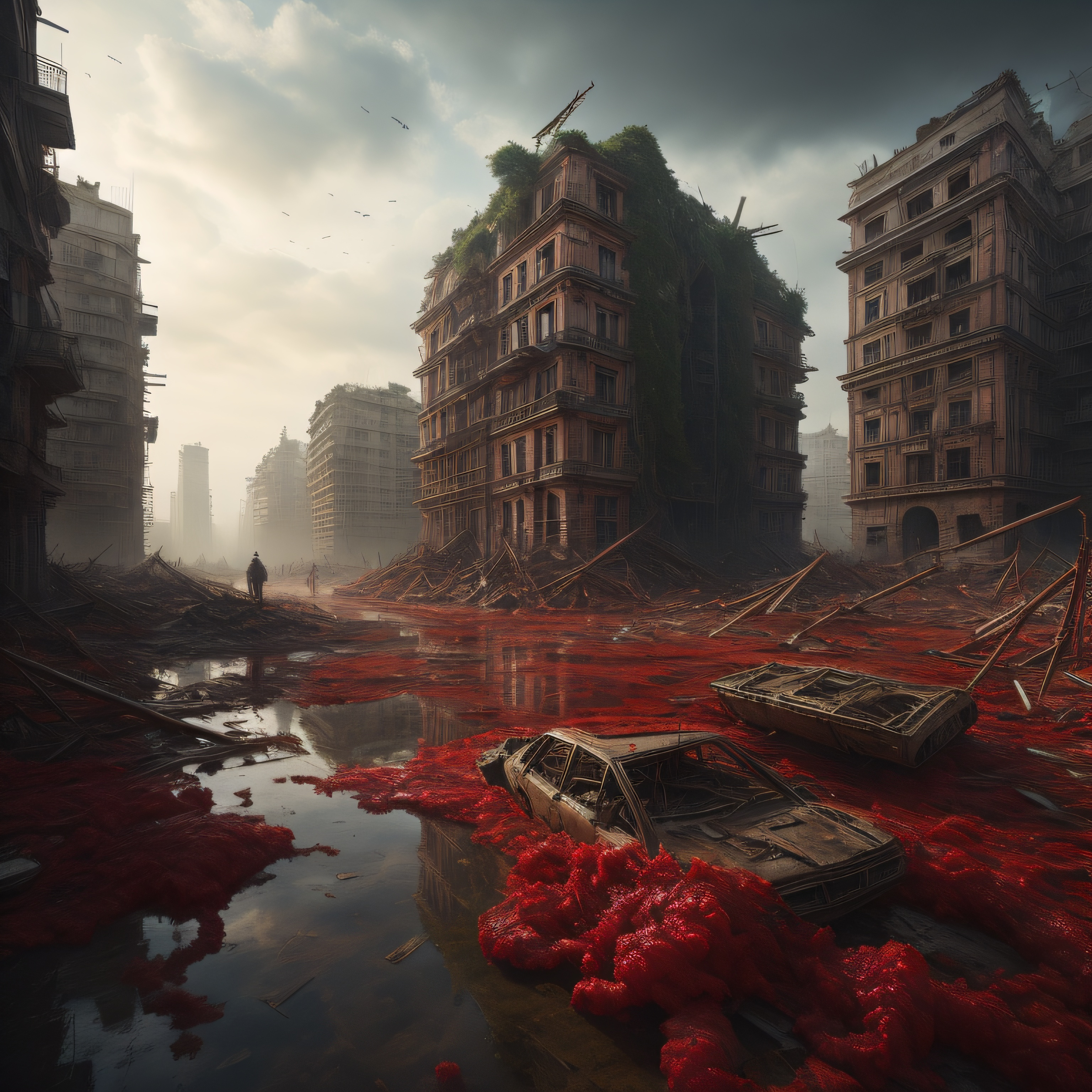
Ilustración de una
hierba roja muy similar a la que los extraterrestres despiden para terraformar el planeta

Los creadores compusieron esta versión de La guerra de los mundos sin cernirse a las características narrativas de la mayoría de películas catastróficas de ciencia ficción, que exageran muchos aspectos. En este caso, la ambientación es un planeta Tierra hiperrealista, así como el comportamiento de los personajes sigue los patrones esperados del ser humano en un escenario como ese. Ray y compañía deben sortear dos inconvenientes fundamentales: la falta de víveres y la escasa información, cosas que para Spielberg dotan al largometraje de aún más realismo. Los datos del ataque al mundo provienen de bulos esparcidos por civiles y, como tal, son contradictorios, cosa que, en palabras de Koepp, «es muy fuerte, el no saber qué está pasando. Es el viejo miedo a lo desconocido». Como el protagonista es el único que lleva la visión general, la historia es simple y paulatinamente se vuelve más «terrible y personal». En relación con eso, el viaje «corto pero eterno» se produce de Nueva Jersey a Boston, y nada de lo que acontece en la periferia sale en pantalla. El título no representa completamente el contenido de la trama: más que un conflicto bélico, lo que gestan los trípodes es el intento de exterminio de la raza humana.
Existe una yuxtaposición de momentos de acción y aventura con partes de suspenso psicológico, como denota la subtrama del personaje Harlan Ogilvy, cuando los personajes pasan de cruzar autopistas, carreteras y ríos a recluirse en un sótano de claustrofobia. Queda de manifiesto que La guerra de los mundos pertenece también al género de fantasía oscura, con secuencias donde los trípodes desintegran personas hasta transformarlas en polvo o donde los susodichos comienzan una suerte de terraformación. En cuanto al clímax, Cruise afirmó que el final feliz es una respuesta a la idea quijotesca que Spielberg tiene de que «a las personas buenas les pasan cosas buenas», que trasladó a muchas películas de su autoría. Por su parte, mientras mantenía una entrevista de esta producción pero también de contexto político —en ese momento, Estados Unidos estaba en guerra contra el terrorismo—, el cineasta advirtió que «tenía esperanza en el futuro y, probablemente por ese motivo, no soy el más indicado para contar una historia que te deje con preguntas». Con respecto a las partes donde salen refugiados en pantalla, Spielberg posiblemente encontró inspiración en las imágenes de ciudadanos cruzando el puente de Brooklyn en el marco de los atentados del 11 de septiembre de 2001, que le habían producido una fuerte impresión.

## Reparto
- Tom Cruise como Ray Ferrier: un estibador divorciado y padre disfuncional, ya que no compagina con sus hijos ni sabe aleccionarlos. Como razón de este comportamiento, está el hecho de que no quiere crecer ni asumir la responsabilidad que la paternidad supone.[4] Aun así, en el fondo siente un profundo miedo a fallarles, lo que se agudiza cuando las acontecimientos se vuelven de vida o muerte.[5] Cruise «se moría de ganas de interpretarlo», porque aún no había sido padre, cosa que anhelaba, y eso influyó en que interiorizara la historia.[7] Esta figura marcó un precedente en la filmografía del actor, en el sentido de que no encarnó a un hombre de carácter heroico, sino a uno que huye durante buena parte de la película.[4] El personaje representa a una persona promedio y en su travesía reflejará «nuestros miedos, nuestras posibilidades de sobrevivir y nuestra capacidad de adaptación».[4] En última instancia, el espectro de emociones y vivencias que Ray afronta hace que «pase de ser un inútil a un héroe en menos de dos horas de metraje».[5]

- Dakota Fanning como Rachel Ferrier: la hija de once años de Ray que, en varias oportunidades, demuestra más madurez que este.[4] El personaje oscila entre eso y comportamientos más acordes a los de una niña pequeña, como ocurre en las escenas donde grita de terror o donde observa el panorama general, atónita.[3] El director la eligió porque la creía la mejor actriz de su edad, y notaba en ella una sabiduría y un entendimiento sobre la naturaleza humana muy grandes, casi como si fuera «una anciana de alma, como si hubiera vivido siete u ocho veces».[4] Fanning encontró una similitud con su personaje: el hecho de que ambas tengan un padre «aventurero que le encanta estar al aire libre».[12]

- Justin Chatwin como Robbie Ferrier: el hijo de diecisiete años de Ray, a quien suele desafiar por haber estado ausente en su vida. En contraposición, es sumamente afectuoso con su hermana y entre ellos compensan sus carencias paternales.[4] A diferencia de su padre, Robbie no llega a contemplar la ineficacia de las fuerzas militares con los trípodes y, en su inocencia, desea unirse al ejército, tanto por venganza como por el sentido del deber.[8] Mientras componía al personaje, Koepp lo imaginó como «uno de esos jóvenes que arrojan botellas y piedras a los tanques en Gaza. Creo que a esa edad no acaban de comprender las consecuencias de sus actos, sino que están absortos en el fervor del momento».[10] Los responsables de la película habían visto al por entonces poco conocido Chatwin en The Chumscrubber y les parecía que podía interpretar a un rebelde de manera convincente.[4] El actor remarcó que no compartía prácticamente ninguna característica en personalidad con el personaje, más allá de tener una hermana menor, y que tomó la experiencia de participar en una superproducción como «ir a la escuela de cine durante seis meses».[13]

- Miranda Otto como Mary Ann Ferrier: la exesposa y madre de los hijos de Ray. Según Kennedy, aun cuando su relación con este acabó truncada, ambos siguen teniéndose gran estima.[4] La actriz australiana estaba embarazada cuando recibió la oferta y, por un momento, contempló descartarla justamente por ese motivo. Sin embargo, Spielberg trasladó esa condición al personaje, que al final aportó complejidad a su vínculo con Ray y marca su transición a una nueva vida.[4] A pesar de que su participación es breve, tiene un peso significativo en la trama, pues la idea inicial del protagonista es llevarle a los niños, porque Mary Ann sabrá qué hacer con ellos.[4]

- Tim Robbins como Harlan Ogilvy: un paramédico que presta refugio a Ray y Rachel. Es un hombre que, tras perder a toda su familia, se ha recluido en el sótano de su granja y se ha desquiciado, cuestiones que lo convierten en la otra presencia antagónica de la película.[4][14] La falta de juicio y su descabellado plan de contraataque pondrán en peligro a padre e hija.[4] Los supervisores seleccionaron a Robbins, uno de sus primeros candidatos, porque lo creían competente para este papel tan complejo, pues el personaje hace una aparición corta con la historia avanzada. En opinión de Kathleen Kennedy, el actor podía mantener la atención durante esas escenas «sin verse eclipsado por la magnitud y el alcance del resto de la película».[4] El único material de La guerra de los mundos del que Robbins se nutrió fue la novela original, y llegó a la conclusión de que tanto su personaje como otras personas normales que acaban perdiendo la cordura «son el elemento más aterrador»  de la historia.[14]

- Gene Barry y Ann Robinson como los padres de Mary Ann: ambos actores protagonizaron la adaptación cinematográfica de 1953 y en esta oportunidad realizaron un cameo como los abuelos de los niños.[4]

- Morgan Freeman como el narrador de la película: el actor había tenido experiencias interpretando a «la voz de la sabiduría» e incluso a Dios en otras producciones, y Spielberg lo incluyó para dar una explicación más exhaustiva sobre la razón por la que los extraterrestres caen.[9][15]

## Producción

### Guion

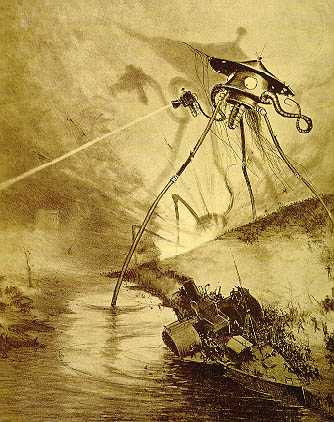
Ilustración posterior de la novela de H. G. Wells

Steven Spielberg había dirigido a Tom Cruise en Minority Report, y la imagen que le había quedado de este era la de un actor sumamente inteligente que aportaba ideas muy creativas. El intérprete lo visitó durante la filmación de Atrápame si puedes y, de los tres proyectos que propuso para hacer juntos, el cineasta apostó por la adaptación de La guerra de los mundos, de H. G. Wells, que en su momento sentó las bases para las historias de invasiones extraterrestres y que el realizador llevaba queriendo hacer desde que leyó la novela en la universidad. Entre los aspectos que le gustaban de la obra se encontraba la cosecha de humanos y la hierba rojiza que nace de esta, algo que las adaptaciones cinematográficas posteriores habían eliminado y que la nueva versión recuperaría.
La película marcó la tercera oportunidad en que Spielberg trabajó el concepto de contactos con seres extraterrestres, después de Close Encounters of the Third Kind y E.T., el extraterrestre, donde los alienígenas en cuestión no suponen una amenaza. Como subrayó la productora y colaboradora frecuente del director, Kathleen Kennedy, en este caso Spielberg pudo plantear el tema desde la perspectiva que siempre había querido: «Originalmente, E.T., el extraterrestre era una historia mucho más oscura y después fue evolucionando a algo más benigno. Pero la idea del principio, sombría y tensa, siempre ha estado dentro de [Spielberg]». En definitiva, el realizador definió La guerra de los mundos como «mi primera película sobre extraterrestres donde no hay amor ni intento de comunicación de su parte».
En primera instancia, Spielberg y Cruise consultaron con J. J. Abrams para que escribiera el guion, pero este estaba filmando el episodio piloto de Lost y no tuvo más opción que rechazar la oferta. Por ello, Josh Friedman esbozó un borrador que, más adelante, David Koepp reescribió. El guionista creía que hasta entonces el texto de Wells no había tenido una adaptación fiel, pues películas anteriores narraban la historia desde la perspectiva de los personajes y no «por medio de alguien que ve todo desde la periferia», razón por la que agregó un narrador omnisciente en las escenas de apertura y cierre. Como, a diferencia de la novela del XVIII, la producción está ambientada en el mundo moderno, Koepp equiparó las versiones haciendo que la llegada de los trípodes afecte la electricidad y los medios de comunicación. Además, eliminó clichés de películas de ciencia ficción tales como la aparición del presidente de Estados Unidos, que los sucesos ocurran únicamente en ciudades capitales o la destrucción de monumentos emblemáticos. Por una cuestión de formato, el escritor tuvo que resumir algo de material, cosa que evidencia el personaje de Tim Robbins, una combinación de dos figuras del libro.
Koepp adelantó las primeras ochenta páginas del guion y, un mes y medio después, entregó las cincuenta y cinco que faltaban. El director encontró que la devastación de seres aterradores y malignos de alguna manera reflejaba su visión sobre los ataques del 11 de septiembre de 2001. Al mismo tiempo, entendió que Koepp había plasmado los conflictos entre un padre frío y sus hijos, un tema recurrente en la obra de Spielberg, puesto que él mismo tuvo experiencias similares con su progenitor. Hubo elementos del guion que los supervisores acabaron suprimiendo, como escenas del planeta natal de los alienígenas, un escenario agonizante y devastado; o que las máquinas de guerra estén enterradas en la Tierra, pues a Spielberg le parecía que en tiempos modernos la civilización habría advertido el arribo de naves espaciales. Estaba convencido también de que los platillos voladores y «la muerte que viene de arriba» eran un recurso saturado en el cine estadounidense de esa temática. Además, descartó la idea de que el ataque provenga de Marte, como ocurre en la novela, dado que en tiempos modernos «hemos estado allí y sabemos que no hay nadie».

### Rodaje

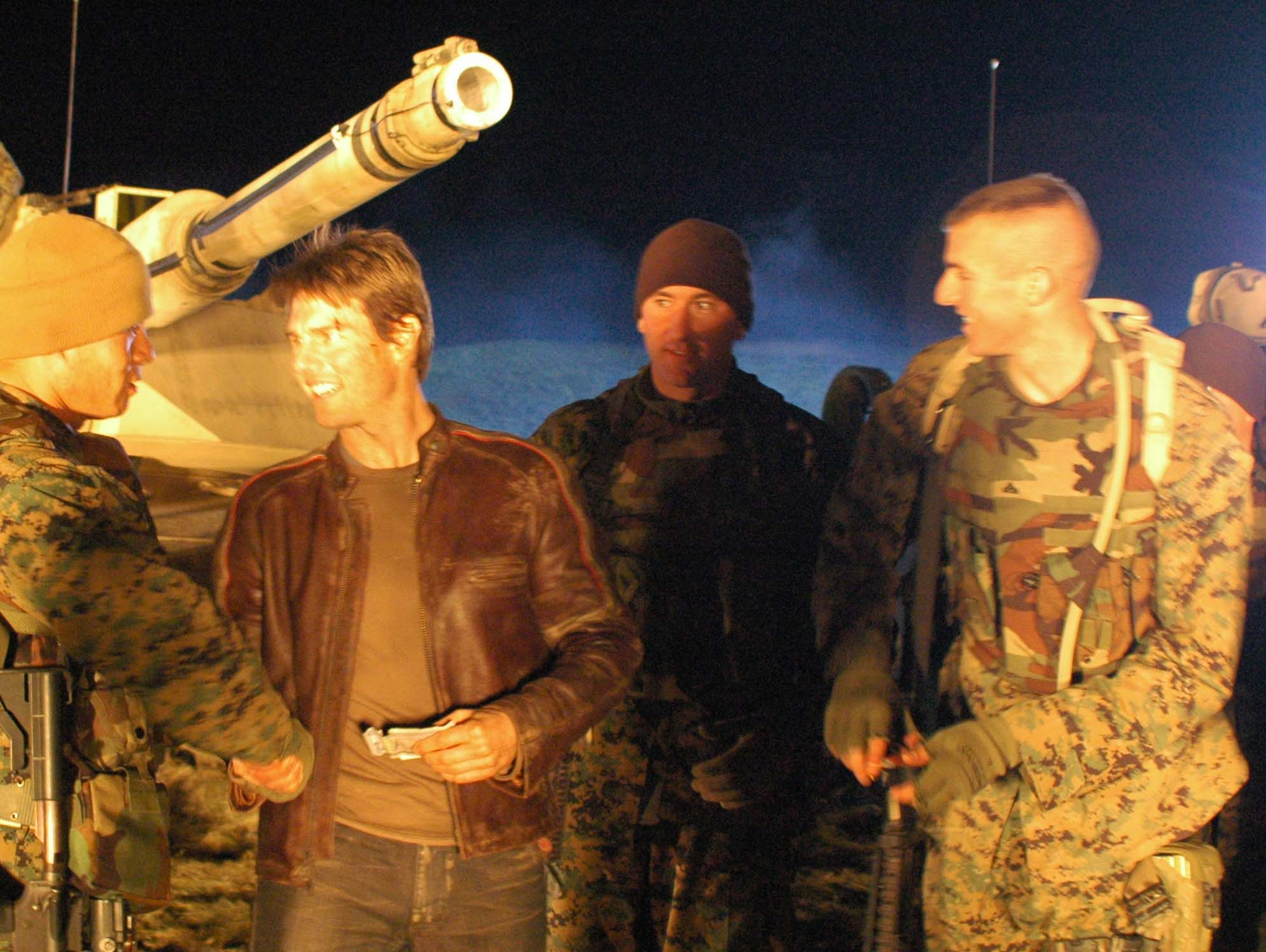
Cruise estrechando manos con un marine durante la filmación de La guerra de los mundos

Originalmente, Spielberg planeaba filmar la película después de terminar Múnich, pero por insistencia de Cruise pospuso diez meses esta última e inició La guerra de los mundos, en tanto el actor hizo lo propio con Misión imposible 3. A fines de 2004, mientras aguardaban comenzar a filmar, los miembros del equipo de producción se instalaron en ambas costas del país, buscaron locaciones en el este, y prepararon los escenarios y decorados que usarían cuando la compañía volviera a Los Ángeles una vez finalizadas las vacaciones de invierno. Tardaron tres meses en completar la preproducción, aproximadamente la mitad del tiempo que necesita una película de alcance y tamaño similares. Como sabía que el cronograma era ajustado, Spielberg contrató a trabajadores de Industrial Light & Magic (ILM) y se valió de una herramienta digital por entonces nueva para él, la previsualización, con la finalidad de planificar más rápido las secuencias que rodarían.
Con gran parte del equipo creativo de Múnich, Spielberg llevó a cabo el rodaje en setenta y dos días; no extendía tanto una filmación desde hacía quince años. El escenario principal de la película es Newark, en Nueva Jersey, y hacia octubre de 2004 el equipo esperaba filmar en otros lugares de ese estado, tales como Bayonne o Howell, para tomas de menor importancia. A pesar de los contratiempos climáticos, en seis días rodaron la escena introductoria de los trípodes, en una intersección vial de Neward. Un mes después, trasladaron la grabación primero al norte del Nueva York y después, al valle de Shenandoah (Virginia).
Entre el 5 y el 7 de enero de 2005 filmaron la escena del accidente aéreo, para la que usaron un Boeing 747 desmantelado que había operado para All Nippon Airways, antes de que lo dieran de baja, y al que accedieron a cambio de 60 000 USD, sin contar gastos de traslado. Los responsables de la película se colocaron en un punto del río Connecticut, en Windsor, con el fin de grabar el momento en que Rachel observa infinidad de cadáveres flotando, que hicieron con maniquíes de tamaño real, dos de los cuales se desprendieron y desaparecieron. La parte en que Ray y compañía suben a un transbordador tiene al pueblo neoyorquino Athens como ubicación y el ferri en cuestión es el Athens-Hudson, que cruza el río Hudson. Para la escena subsecuente, donde una máquina de guerra emerge del agua, el equipo de producción se hizo con un tanque de ocho metros de diámetro, propiedad de Universal Studios. La secuencia donde los protagonistas ascienden por una colina mientras militares y trípodes se enfrentan la filmaron en dos lugares diferentes, pues comenzaron en Virginia y concluyeron en el sur de California.

### Montaje

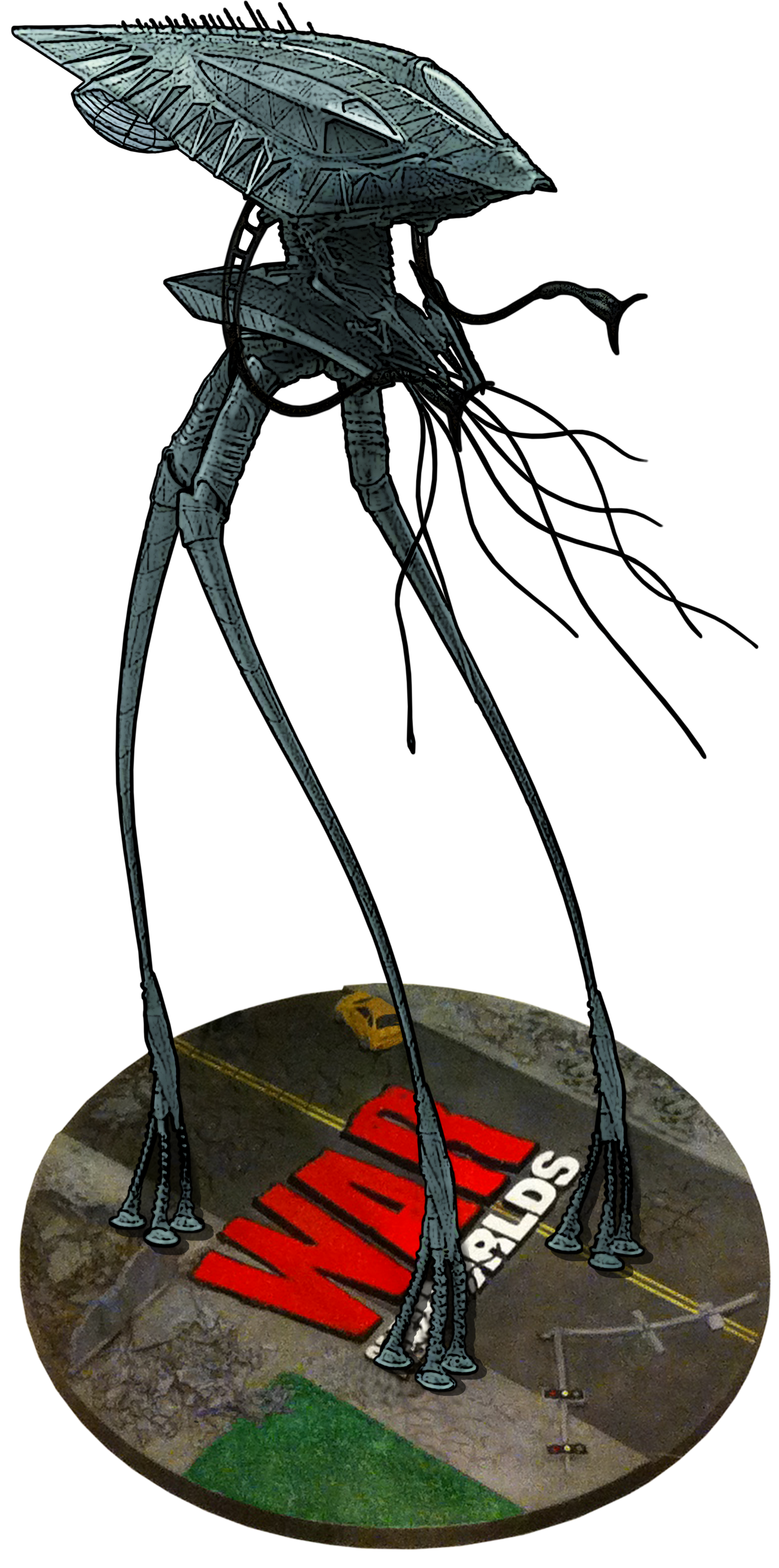
Ilustración de uno de los trípodes de la película

Como ya se mencionó, Spielberg contrató los servicios de ILM para que estuvieran al frente de los efectos especiales de la película, idea que le surgió tras ver el trabajo que habían hecho con George Lucas en la segunda trilogía de Star Wars. Dado el poco tiempo que el director y el protagonista tenían antes de retomar los proyectos que cada uno había pospuesto, ILM tuvo su calendario más ajustado hasta entonces. La labor requirió que la cantidad de artistas digitales pasara de cincuenta a 179, además de contar con el apoyo de sesenta personas.
A grandes rasgos, para esta producción confiaron en representar la historia de manera realista y redujeron al mínimo las tomas generadas por computadora. Los supervisores fueron Pablo Helman, mayormente en lo que respectaba a los trípodes, y Dennis Muren, que hacía lo propio con el diseño de los extraterrestres y las sondas de las máquinas. Junto con los artistas conceptuales Ryan Church y Doug Chiang, esbozaron la morfología de los trípodes para que contrastara, puesto que sus grandes cabezas se asemejan a tanques M4 Sherman, pero sus extremidades son finas y flexibles. La visión de los creadores era la de una máquina que se mueve de manera natural y fluida, no mecánica, por lo que emularon tipos de motricidad que conocían. Con todo eso en mente, acabaron diseñando una figura similar a las medusas. Helman subrayó lo dificultoso que fue representar el tamaño de los trípodes, en virtud de que el director insistía en que debían verse de 45 metros y «algo a esa escala siempre es difícil de lograr [en animación por computadora]». Para recrear el sonido que estas criaturas emiten antes de atacar, el diseñador de sonido, Michael Babcock, combinó un didyeridú —instrumento de viento de origen aborigen australiano— con un djembé —tambor procedente de África occidental—.
Dado el afán de que la película tuviera una clasificación para todas las edades, el equipo decidió que los rayos de calor enemigos vaporizaran a las personas, así no se vería sangre en pantalla, pero que el efecto mantuviera intacta la ropa, porque Spielberg lo veía como un elemento que conmovería al público. A sugerencia del cineasta, el aspecto de los extraterrestres que pilotan el artefacto también debía parecerse al de las aguavivas. Según el supervisor de animación, Randy Dutra, cuando planteó cómo se moverían unas criaturas capaces de sortear el viaje por el espacio, recordó que «la naturaleza te enseña cosas que sentado en un estudio nunca se te ocurrirían». Por eso, pidió a sus trabajadores que usaran a la rana verde de ojos rojos como modelo, de forma que los villanos de La guerra de los mundos terminaron teniendo movimientos lentos, siempre permanecen cerca del suelo y son muy sigilosos.
En cuanto a escenas concretas, en aquella donde el trío protagonista huye en furgoneta mientras casas y puentes vuelan por doquier, los artistas fusionaron imágenes generadas por computadora (CGI) con explosiones y escombros reales. Por más que visualmente parezca que filmaron el recorrido en una sola toma de dos minutos, en realidad unieron nueve fragmentos de video; utilizaron croma azul, para simular los exteriores; y acabaron con una transición que muestra al vehículo alejándose por la carretera. Spielberg extendió la escena a último momento, pues originalmente esta solo abarcaba la destrucción de una gasolinera, y todo el trabajo les llevó escasas cuatro semanas, ya que la habían programado para un anuncio publicitario que saldría en el espectáculo del inminente Super Bowl XXXIX. En la parte que sigue, donde una turba ataca el vehículo, Spielberg y el director de fotografía, Janusz Kaminski, optaron por añadir distintos tipos de luces, así que la iluminaron con lámparas de marca Coleman, lucernas y linternas. Cabe mencionar que, en el corte final, eliminaron una de las primeras escenas, donde Ray se queda a beber con un amigo —interpretado por David Harbour— y por eso no llega a recoger a sus hijos a casa de Mary Ann.
El diseño de vestuario corrió a cargo de Joanna Johnston, que, intentando generar percepción de desgaste en los personajes, creó sesenta versiones de la chaqueta de cuero de Ray, cada cual más raída que la anterior. Además, optó porque Robbie tuviera un estilo de moda similar al de su padre, a quien «inconscientemente trata de emular», y porque Rachel, una «típica niña femenina», se viera cada vez más cubierta de suciedad.

### Banda sonora
La banda sonora corrió a cuenta de John Williams, que había tenido experiencias de cooperación con Spielberg desde 1974 y que, en esta oportunidad, optó por música de orquesta esencialmente «aterradora» para la atmósfera y por ritmos movilizadores para las escenas de acción. Los sonidos generalizadores de miedo en el espectador acrecientan al compás de la invasión extraterrestre, mientras que para ambientar escenas más cálidas, como aquellas protagonizadas por la familia, Williams recurrió a instrumentos de cuerda y melodías suaves. El álbum compilatorio de todos los temas que incluye la película, además del preludio y el epílogo de Freeman, contó con distribución de Decca Records, que publicó el material de 61 minutos el 28 de junio de 2005.

## Promoción y lanzamiento
Hasta el momento del estreno, la discreción acerca del proyecto era tal que ni los actores sabían cómo lucirían los alienígenas. Con relación a eso, Koepp afirmó que ya desde la etapa de confeccionar el guion hubo mucho secretismo y que solo cinco personas lo habían leído completo; incluso Cruise lo recibió por partes. En lo que la redacción del periódico sensacionalista The Sun había adelantado que sería la mayor producción en la historia de Hollywood, con un presunto presupuesto de 110 000 000 de libras esterlinas —unos 200 000 000 de dólares—, La guerra de los mundos en realidad costó 130 000 000 de dólares.
A modo de promoción, el 14 de abril de 2005 el equipo de mercadotecnia de Paramount Pictures lanzó un videojuego de supervivencia que recreaba el escenario de la película y que estuvo disponible en la página web de la misma. El título, que incluía modos para uno o varios jugadores, permitía al usuario rescatar supervivientes, recolectar objetos y escapar de las adversidades. Además, era gratuito en todo el mundo y podía jugarse en siete idiomas. La estrategia contó con la colaboración del conglomerado de empresas japonés Hitachi, que se había aliado a la producción en octubre de 2004 y que, a partir de entonces, emprendió una campaña publicitaria llamada «The Ultimate Visual Experience».
El estreno sucedió el 23 de junio en el Ziegfeld Theatre del barrio neoyorquino de Manhattan. Estaba previsto que el lanzamiento mundial tuviera lugar en el Nippon Budokan de Tokio (Japón) el 13 de junio, pero los ejecutivos de la distribuidora, United International Pictures (UFI), no lo veían un sitio capaz de garantizar la seguridad del elenco ni de impedir que los espectadores piratearan la película grabándola, aun cuando unas 7000 personas habían adquirido entradas mediante lotería. Como anunció el día 6 el presidente de UFI, Stewart Till, trasladaron la cita al cine Virgin Roppongi, que convenía más por una cuestión de logística, y la reprogramaron para el 29 de junio. Ese día, hubo proyecciones de La guerra de los mundos en 3910 salas de cine de todo el continente americano. Según lo redactado por Bryan Burrough para Vanity Fair, esta época de las primeras presentaciones coincidió con un momento de tensión entre Spielberg y Cruise, ya que al director le parecía que la inclinación pública del actor hacia la cienciología podía afectar a la producción.
Con respecto al formato doméstico, DreamWorks Home Entertainment publicó la película en VHS y en DVD el 22 de noviembre de 2005, el último de los cuales era una versión limitada de dos discos que incluía entrevistas a Spielberg, Cruise y Williams, detalles sobre la producción y demás. Una versión del DVD de un solo disco también salió a la venta, junto con el VHS y a un precio menor. Como el décimo DVD más vendido en 2005, recaudó 113 000 000 USD. Paramount la confeccionó en formato Blu-ray y la lanzó el 1 de junio de 2010.

## Recepción

### Comercial
En su primer día, el 29 de junio de 2005, la película recaudó 21 256 483 USD en todo el mundo, mientras que en su primera semana recolectó 98 826 764 USD en 3908 cines, lo que da un promedio de 25 288 USD en cada uno. En el fin de semana que coincidió con el 4 de julio, Día de la Independencia de los Estados Unidos, se hizo con aproximadamente 64 900 000 USD, de modo que, en ese momento, se convirtió en el estreno más taquillero tanto de Paramount Pictures como de Tom Cruise. Esa cifra la ubicó además como la segunda película que más dinero ganó en el fin de semana de la independencia estadounidense, por detrás de Spider-Man 2, estrenada un año antes. Más adelante, siguió cosechando récords, pues recaudar cien millones de dólares a cinco días de lanzarse la hizo la película de Spielberg que más rápido alcanzó ese número, marca que hasta entonces era de The Lost World: Jurassic Park (1997). De manera semejante, fue una de las producciones que más pronto llegó a los doscientos millones en taquilla, cosa que logró a los veinticuatro días. Finalmente, recolectó 603 873 504 USD y fue la cuarta película más taquillera de 2005. Por último, fue el mayor éxito de taquilla de Cruise hasta 2012, cuando Misión imposible: protocolo fantasma lo desplazó.

### Críticas
A fecha de 2025, la película tiene una aprobación del 76 % en el agregador de reseñas Rotten Tomatoes, porcentaje calculado con base en 265 reseñas, mientras que cuenta con el 42 % de la audiencia. En el sitio web Metacritic, tras cuarenta reseñas, cuenta con una calificación de 73, que se considera «generalmente favorable», al igual que el 6.9 que en promedio asignaron los usuarios. En la noche del estreno, CinemaScore publicó que la audiencia había calificado a La guerra de los mundos con una «B+», más baja que la opinión general sobre una de sus competidoras, Batman Begins.
James Berardinelli, en Reel Views, dedicó palabras positivas a la actuación general y, según su visión, centrar la narrativa en la perspectiva de un solo personaje la hizo muy efectiva. Sin embargo, le decepcionó el guion, «defectuoso, cuando menos», y el final, que para él se siente apresurado y no consigue generar dramatismo a pesar de los esfuerzos de Spielberg. Berardinelli dejó espacio en su reseña para comentar positivamente sobre la «disonante» banda sonora y la «aterradora» señal sonora de los trípodes. La reseña sin firmar de Total Film le dio cuatro de cinco estrellas y resaltó que el director lograra «exprimirle el jugo» a una historia que ya había sido adaptada en múltiples formatos. Entre las «secuencias impactantes» que la revista aseguró la película tiene, se encuentra el primer ataque de los trípodes, que Total Film comparó con el desembarco de Normandía que Spielberg había recreado para Saving Private Ryan (1998), por su realismo y ser «electrizantes».

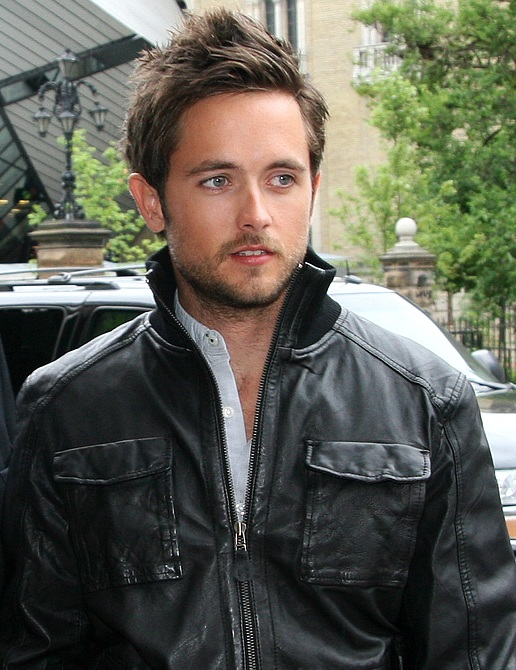
El destino del personaje de Justin Chatwin fue uno de los aspectos peor juzgados de la película

De acuerdo con Mike Schulz, de River Cities' Reader, el clímax de la película falla, debido al «repentino e inexplicable» regreso de Robbie, a quien habían dado por muerto: «Cuando vimos eso, mi amigo, haciendo una gran referencia a Los Simpson, murmuró: "No te aburriré con los detalles de mi milagroso escape..."» El analista vocalizó mucho disgusto también por una línea donde Rachel, hasta ese momento ignorante acerca de los trípodes, hace alusión a atentados terroristas. Para Schulz, este diálogo y las múltiples metáforas de La guerra de los mundos hacia los ataques del 11 de septiembre de 2001 saturaron la historia. Por último, el crítico dedicó palabras severas a la actuación de Cruise, una figura que, en su opinión, nunca podría encarnar a un hombre de clase trabajadora de manera convincente: «En esta película no lo vemos actuando, sino posando. Cruise ofrece una interpretación completamente floja». En retrospectiva, Tony La Vella publicó un artículo en Game Rant que centró en la aparición final de Robbie, que para él arruinó el largometraje, ya que no imaginó una forma de que el muchacho sobreviviera en la escena donde presuntamente había muerto. El propio Spielberg admitió en 2018 que no estaba satisfecho con el final.
Kenneth Turan fue el encargado de redactar la reseña para Los Angeles Times y aprovechó la ocasión para elogiar el uso «impecable» de efectos especiales. A eso agregó que, enseñando lo frágil del ser humano, Spielberg «planteó, casi sin querer, una incógnita provocadora: "¿La fantasía mayor es una invasión extraterrestre o la supervivencia de nuestra raza?"» Los analistas Dan Marcucci y Nancy Serougi tuvieron una opinión diametralmente opuesta a la de Turan: a su juicio, la primera mitad de la película es mucho mejor que la segunda, momento en que «se llena de clichés e incoherencias». Para Roger Ebert, la narración desde la visión de los Ferrier «se queda corta» en comparación con películas como The Day After Tomorrow, porque para el espectador «los marcianos han viajado millones de kilómetros para atacar a un operador de grúa y a sus vecinos (y si no son marcianos, vinieron de mucho más lejos)». Contrariamente a la mayoría de los demás críticos, Ebert señaló que los efectos especiales lucen «rudimentarios», teniendo en cuenta el presupuesto. No obstante, le gustó la escena del avión desplomado y la del tren en llamas.

### Premios
La guerra de los mundos fue nominada a tres Premios de la Academia de las Artes y las Ciencias Cinematográficas de Hollywood, incluyendo efectos visuales, mezcla de sonido (Andy Nelson, Anna Behlmer y Ron Judkins), y el montaje de sonido, perdiendo todo frente a King Kong. La película fue nominada a seis Premios Saturn, y el premio al mejor funcionamiento de un agente más joven (Dakota Fanning). La película ganó un premio Golden carrete de efectos de sonido y Foley, un Premio Mundial de la banda de sonido a la mejor banda sonora original y tres premios VES por sus efectos especiales, y fue nominado a tres Premios Empire, tres Premios Satellite, y un MTV Movie Award.
Premios Óscars 2005
| Año  | Categoría                | Resultado |
| ---- | ------------------------ | --------- |
| 2005 | Mejor sonido             | Nominada  |
| 2005 | Mejor edición de sonido  | Nominada  |
| 2005 | Mejores efectos visuales | Nominada  |

Críticos de cine Central Ohio
| Año | Categoría              | Resultado |
| --- | ---------------------- | --------- |
|     | Mejor diseño de sonido | Ganadora  |

Premios M. P. S. E. Golden Reel
| Año | Categoría                                                             | Resultado |
| --- | --------------------------------------------------------------------- | --------- |
|     | Mejor edición del sonido en un largometraje - Efectos sonoros & Foley | Ganadora  |

2005 Sociedad de premios Visual Effects
| Año  | Categoría                                     | Resultado |
| ---- | --------------------------------------------- | --------- |
| 2005 | Mejor único efecto visual del año             | Ganadora  |
| 2005 | Mejores maquetas y miniaturas en una película | Ganadora  |
| 2005 | Mejor compositing en una película             | Ganadora  |

26 Edición de los premios Golden Raspberry
| Año  | Categoría                              | Persona                                  | Resultado |
| ---- | -------------------------------------- | ---------------------------------------- | --------- |
| 2005 | Razzie al peor actor                   | Tom Cruise                               | Nominado  |
| 2005 | Objetivo más agotador de los tabloides | Tom Cruise y su campaña antipsiquiátrica | Ganador   |